# Charlie Hebdo
Charlie Hebdo (francoska izgovorjava: [ʃaʁli ɛbdo]; slovensko Tedenski Charlie) je francoski satirični tednik, ki vsebuje karikature, poročila, polemike in šale. Pisan je v nespoštljivem in nekonformističnem tonu, sebe označuje kot močno antirasističnega in levičarskega, objavlja prispevke o skrajni desnici, katolicizmu, Islamu, judovstvu, politiki in kulturi v Franciji. Nekdanji urednik Charb (Stéphane Charbonnier) je uredniški nazor revije opisal kot »vsebuje ves levičarski pluralizem in tudi vzdržane«.
Izhajati je začel leta 1970 kot naslednik revije Hara-Kiri, ki jo je bila francoska oblast prepovedala zaradi karikature Charlesa de Gaulla po njegovi smrti. Leta 1981 je prenehal izhajati, leta 1992 pa je bil obujen. Charb je bil glavni urednik od leta 2009 do smrti v terorističnem napadu na sedež revije leta 2015. Njegova predhodnika sta bila François Cavanna (1969–1981) in Philippe Val (1992–2009). Revija izhaja ob sredah, občasno nenapovedano izidejo tudi posebne izdaje. 
Revija je bila tarča dveh terorističnih napadov v letih 2011 in 2015, zaradi izdaje več karikatur o Mohamedu. V napadu leta 2015 je bilo ubitih dvanajst ljudi, tudi več avtorjev in glavni urednik Charb.